# Amt Kervenheim
Das Amt Kervenheim war bis 1969 ein Amt im Kreis Geldern in der preußischen Rheinprovinz und in Nordrhein-Westfalen. Es ging aus der Bürgermeisterei Kervenheim hervor. Sein Gebiet gehört heute zur Stadt Kevelaer im nordrhein-westfälischen Kreis Kleve.

## Bürgermeisterei  Kervenheim
Der Raum Kervenheim gehörte vor der Franzosenzeit zum Herzogtum Kleve, das seit dem 17. Jahrhundert zu Preußen gehörte. Von 1798 bis 1814 stand der linke Niederrhein unter französischer Herrschaft. Während dieser Zeit wurde in Kervenheim nach französischem Vorbild eine Mairie eingerichtet, die zum Kanton Goch im Arrondissement Kleve des Rur-Departements gehörte. Nachdem 1814 der gesamte Niederrhein auf dem Wiener Kongress dem Königreich Preußen zugeschlagen wurde, kam die Gegend 1816 zum neuen Kreis Geldern in der Provinz Jülich-Kleve-Berg, der späteren Rheinprovinz. Aus der Mairie Kervenheim der Franzosenzeit wurde die preußische Bürgermeisterei Kervenheim.

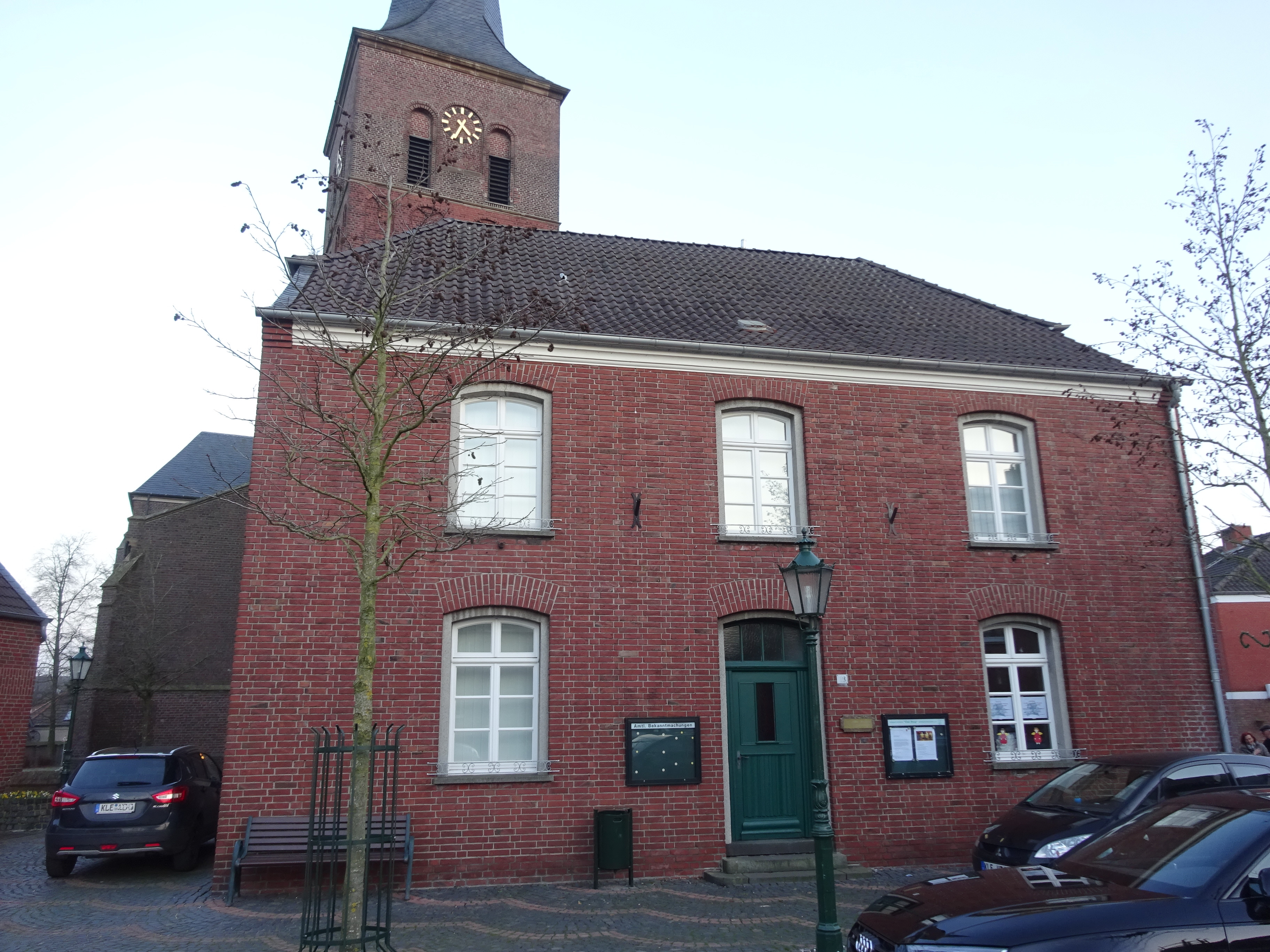
Altes Rathaus in Winnekendonk

Die Bürgermeisterei Kervenheim umfasste die drei Landgemeinden Kervendonk , Kervenheim und Winnekendonk.
1853 wurde in Winnekendonk am heutigen Alten Markt ein Rathaus für die Verwaltung der Bürgermeisterei erbaut.

## Amt Kervenheim
Am Ende des Jahres 1927 wurde die Bezeichnung aller rheinischen Landbürgermeistereien in „Amt“ geändert. Die Bürgermeisterei Kervenheim hieß seitdem Amt Kervenheim.
Am 1. Juli 1969 wurde das Amt Kervenheim durch das Gesetz zur Neugliederung des Landkreises Geldern aufgelöst. Seine drei Gemeinden Kervendonk, Kervenheim und Winnekendonk wurden in die Stadt Kevelaer eingegliedert, die seit 1975 zum Kreis Kleve gehört.

## Einwohnerentwicklung
| Jahr | Einwohner | Quelle |
| ---- | --------- | ------ |
| 1828 | 2487      | [ 5 ]  |
| 1871 | 2999      | [ 6 ]  |
| 1885 | 3131      | [ 7 ]  |
| 1895 | 3232      | [ 8 ]  |
| 1905 | 3182      | [ 9 ]  |
| 1910 | 3300      | [ 10 ] |
| 1933 | 3236      | [ 11 ] |
| 1939 | 3117      | [ 11 ] |
| 1950 | 3417      | [ 12 ] |
| 1961 | 3910      | [ 13 ] |

## Bürgermeister
- 1812–184900Eberhardt Gerdts
- 1852–185500Friedrich von der Heyden-Rynch
- 00000000000Johannes von Bernuth
- 1896–193300Karl Heinrich Janssen
- 1949–196900Wilhelm Wehren

(ab 1928 Amtsbürgermeister)

## Wappen
| Wappen des ehemaligen Amtes Kervenheim, Kreis Geldern | Blasonierung: „In Blau ein sechsstrahliger goldener (gelber) Stern.“ |
| Wappen des ehemaligen Amtes Kervenheim, Kreis Geldern | Wappenbegründung: Das Wappen wurde am 3. März 1965 vom nordrhein-westfälischen Innenminister genehmigt. Die Farben Blau und Gold erinnern an die frühere Zugehörigkeit zum Herzogtum Geldern. Die Bedeutung des Sterns ist unklar; er befindet sich auch im Wappen der amtsangehörigen Gemeinde Kervendonk. |